# Saint-Germain-des-Essourts
Saint-Germain-des-Essourts ist eine französische Gemeinde mit 377 Einwohnern (Stand: 1. Januar 2022) im Département Seine-Maritime in der Region Normandie. Sie gehört zum Arrondissement Rouen und zum Kanton Le Mesnil-Esnard (bis 2015: Kanton Buchy).

## Geographie
Saint-Germain-des-Essourts liegt etwa 20 Kilometer nordöstlich von Rouen am Oberlauf des Flüsschens Crevon. Umgeben wird Saint-Germain-des-Essourts von den Nachbargemeinden Vieux-Manoir im Norden und Nordwesten, Sainte-Croix-sur-Buchy im Osten und Nordosten, Boissay im Osten und Südosten, Catenay im Süden, Blainville-Crevon im Westen und Südwesten sowie Longuerue im Westen und Nordwesten.

## Einwohnerentwicklung
| 1962                      | 1968 | 1975 | 1982 | 1990 | 1999 | 2006 | 2013 |
| ------------------------- | ---- | ---- | ---- | ---- | ---- | ---- | ---- |
| 260                       | 245  | 247  | 247  | 329  | 352  | 361  | 402  |
| Quelle: Cassini und INSEE |      |      |      |      |      |      |      |

## Sehenswürdigkeiten
- Kirche Saint-Germain aus dem 19. Jahrhundert
- Kapelle Sainte-Austreberthe
- Schloss Bimare
- Schloss von Fontaine-Châtel aus dem 19. Jahrhundert